# Anssi Suhonen
Anssi Tapio Suhonen (Järvenpää, 14 december 1998) is een Fins voetballer die doorgaans als centrale middenvelder speelt. Na het doorlopen van de jeugdopleiding van Hamburger SV maakte hij in 2021 zijn debuut in het betaald voetbal tijdens een wedstrijd in de DFB-Pokal. Hij staat sinds 2017 onder contract bij de Noord-Duitse club en werd in juli 2025 voor de tweede seizoenshelft uitgeleend aan het Zweedse Östers IF. In november 2022 debuteerde hij voor het nationaal elftal van Finland.  

## Clubloopbaan

### Jeugd
Suhonen begon zijn voetbalcarrière in de jeugd van JäPS. Op 13-jarige leeftijd maakte hij in 2013 de overstap naar KäPa. Tijdens interlands met Finland –16 wekte hij de interesse van diverse scouts. Mede door het samenwerkingsverband tussen KäPa en Hamburger SV koos hij op 16-jarige leeftijd voor de jeugdopleiding van de Duitse club. Hij tekende een vierjarig contract. Op 19 februari 2017 maakte Suhonen zijn debuut voor het onder -17 van HSV in de uitwedstrijd tegen Werder Bremen, waarin hij 66 minuten meespeelde. Op 24 april 2017 maakte zijn eerste doelpunt gemaakt in de jeugd van HSV, als matchwinner in de met 1-0 gewonnen thuiswedstrijd tegen Holstein Kiel. In twee seizoenen kwam hij tot 25 wedstrijden in de onder-17. Op 15 augustus 2018 volgden zijn eerste minuten voor de onder-19, waarin hij inviel tijdens de met 2-3 verloren thuiswedstrijd tegen aartsrivaal FC St. Pauli. In de zevende speelronde maakte hij zijn eerste doelpunt in deze leeftijdscategorie, tijdens de met 1-3 gewonnen uitwedstrijd tegen  1. FC Union Berlin In twee seizoenen bij de onder-19 speelde hij 37 wedstrijden en scoorde hij negen keer.Tijdens zijn jeugdjaren bij HSV stond hij op het veld met onder meer Fiete Arp en Josha Vagnoman.

### Hamburger SV
In het seizoen 2019/20 maakte Suhonen als A-junior zijn debuut in het tweede elftal van Hamburger SV, tijdens de met 1-0 gewonnen thuiswedstrijd tegen SV Drochtersen/Assel. Hij viel in de 55e minuut in voor Ogechika Heil. Aan het eind van dat seizoen scheurde hij op de training zijn kruisband, waardoor hij het gehele seizoen 2020/21 aan de kant moest blijven. Op 8 augustus 2021 maakte Suhonen zijn rentree, die tevens zijn debuut in het eerste elftal betekende. Hij viel in tijdens de eerste ronde van de  DFB-Pokal in de met 1-2 gewonnen uitwedstrijd tegen Eintracht Braunschweig. Enkele maanden later, op 20 november 2021, scoorde hij in de 14e speelronde van de 2. Bundesliga zijn eerste doelpunt voor het eerste elftal. In de met 4-1 gewonnen thuiswedstrijd tegen Jahn Regensburg maakte hij in de 87e minuut het vierde doelpunt na een voorzet van  Sonny Kittel. In april 2022 verlengde Suhonen zijn contract tot juni 2026.
In mei 2022 brak Suhonen tijdens een training zijn rechterkuitbeen, waardoor hij het begin van het seizoen 2022/23 moest missen. Op 30 september 2022 maakte hij zijn rentree in de met 1–2 gewonnen uitwedstrijd tegen Hannover 96 , waarin hij in de 74e minuut inviel voor  László Bénes. Tijdens het trainingskamp in de winterstop in Spanje liep hij opnieuw een blessure op, ditmaal een gescheurde pees in zijn linkerdij. Op 31 maart 2023 keerde hij terug op het veld in de met 2–2 gelijkgespeelde uitwedstrijd tegen Fortuna Düsseldorf. In de 61e minuut verving hij wederom Bénes. Gedurende de rest van het seizoen kwam Suhonen voornamelijk als invaller in actie. Hamburger SV eindigde op de derde plaats, waardoor promotie/degradatiewedstrijden tegen VfB Stuttgart volgden. In de heenwedstrijd in de MHPArena in Stuttgart viel Suhonen in de 60e minuut in voor Ludovit Reis, maar werd negen minuten later met een directe rode kaart van het veld gestuurd door scheidsrechter Tobias Welz. De wedstrijd eindigde in een 3–0 nederlaag. Ook de return in Hamburg werd verloren (1–3), waardoor promotie naar de Bundesliga uitbleef.
In de voorbereiding op het seizoen 2023/24 liep Suhonen voor de tweede keer een breuk in zijn rechterkuitbeen op. Begin oktober 2023 hervatte hij de training, maar brak enkele dagen later opnieuw hetzelfde kuitbeen. Op 3 februari 2024 maakte hij zijn rentree in de uitwedstrijd tegen Hertha BSC, waarin hij in blessuretijd inviel voor Jean-Luc Dompé. De rest van het seizoen bleef zijn inzet beperkt tot enkele invalbeurten. In het seizoen  2024/25 slaagde Suhonen er niet in zich in de eerste selectie van Hamburger SV te spelen. Tot de winterstop kwam hij uitsluitend uit voor het tweede elftal in de Regionalliga Nord. Op 21 december 2024 speelde hij nog 16 minuten mee met het eerste elftal in de thuiswedstrijd tegen Greuther Fürth. Om meer speeltijd te krijgen, werd hij in januari 2025 verhuurd aan Jahn Regensburg, eveneens actief in de 2. Bundesliga. Bij terugkomst was Hamburger SV ondertussen gepromoveerd naar de Bundesliga. Omdat zijn perspectief op speelminuten bij HSV beperkt bleef, besloot hij zich in de zomer van 2025 voor de rest van het jaar te laten verhuren aan het Zweedse Östers IF.

#### Verhuur Jahn Regensburg
Kort na de jaarwisseling werd bekend dat Suhonen tot het einde van het seizoen 2024/25 werd verhuurd aan Jahn Regensburg, dat op dat moment de laatste plaats bezette in de 2. Bundesliga. Naast Suhonen versterkte de club zich ook met Sargis Adamyan en Tim Handwerker in een poging degradatie te voorkomen. Onder trainer Andreas Patz kreeg Suhonen direct een basisplaats bij zijn debuut in de thuiswedstrijd tegen Hannover 96. Hij slaagde er echter niet in die plek te behouden en kwam vervolgens voornamelijk als invaller in actie. Ondanks de versterkingen degradeerde Regensburg aan het einde van het seizoen naar de 3. Liga. Na afloop van de huurperiode keerde Suhonen terug naar Hamburger SV.

### Östers IF
In juli 2025 werd Suhonen voor de rest van het jaar verhuurd aan Östers IF, dat destijds uitkwam in de Allsvenskan, het hoogste niveau in het Zweedse voetbal. Op 27 juli maakte Suhonen onder leiding van trainer Martin Foyston zijn basisdebuut in de uitwedstrijd tegen AIK Stockholm.

## Clubstatistieken
| Seizoen                         | Club                  | Competitie        | Competitie | Competitie | Beker | Beker | Internationaal | Internationaal | Overig | Overig | Totaal | Totaal |
| Seizoen                         | Club                  | Competitie        | Wed.       | Dlp.       | Wed.  | Dlp.  | Wed.           | Dlp.           | Wed.   | Dlp.   | Wed.   | Dlp.   |
| ------------------------------- | --------------------- | ----------------- | ---------- | ---------- | ----- | ----- | -------------- | -------------- | ------ | ------ | ------ | ------ |
| 2019/20                         | Hamburger SV II       | Regionalliga Nord | 1 **       | 0          | –     | –     | –              | –              | –      | –      | 1      | 0      |
| 2020/21*                        | Hamburger SV II       | Regionalliga Nord | –          | –          | –     | –     | –              | –              | –      | –      | –      | –      |
| 2021/22                         | Hamburger SV          | 2. Bundesliga     | 18         | 2          | 2     | 0     | –              | –              | 3      | 3      | 23     | 5      |
| 2022/23                         | Hamburger SV          | 2. Bundesliga     | 16         | 0          | 1     | 0     | –              | –              | 1      | 0      | 18     | 0      |
| 2023/24                         | Hamburger SV          | 2. Bundesliga     | 13         | 0          | –     | –     | –              | –              | –      | –      | 13     | 0      |
| 2024/25                         | Hamburger SV II       | Regionalliga Nord | 13         | 4          | –     | –     | –              | –              | 1      | 0      | 14     | 4      |
| 2024/25                         | → SSV Jahn Regensburg | 2. Bundesliga     | 13         | 0          | –     | –     | –              | –              | –      | –      | 13     | 0      |
| 2025                            | → Östers IF           | Allsvenskan       | 3          | 0          | 0     | 0     | 0              | 0              | 0      | 0      | 3      | 0      |
| Carrière totaal                 | Carrière totaal       | Carrière totaal   | 80         | 9          | 3     | 0     | –              | –              | 5 ***  | 3      | 85     | 7      |
| Bijgewerkt tot 12 augustus 2025 |                       |                   |            |            |       |       |                |                |        |        |        |        |

* In het seizoen 2020/21 kwam Suhonen door een gescheurde kruisband niet in actie
** In het seizoen 2019/20 speelde hij als A-junior één wedstrijd mee met het tweede elftal van Hamburger SV. 
*** In het seizoen 2021/22 speelde hij als speler van het eerste elftal drie wedstrijden mee met het tweede elftal. In het seizoen 2022/23 kwam hij 30 minuten in actie tijdens de play-offwedstrijd tegen VfB Stuttgart. In het seizoen 2024/25 speelde hij als speler van het tweede elftal één wedstrijd mee in het eerste elftal van Hamburger SV.

## Interlandloopbaan
Suhonen kwam uit voor diverse Finse jeugdelftallen en nam met Finland –19 deel aan een eindronde. In totaal speelde hij 37 jeugdinterlands. In november 2022 maakte hij zijn debuut voor het nationale elftal van Finland tijdens een oefeninterland tegen Noord-Macedonië.

### Finse jeugdelftallen
Op 18 augustus 2015 maakte Suhonen zijn debuut voor een Fins vertegenwoordigend jeugdelftal toen hij in de 50e minuut als invaller in actie kwam voor Finland –15 in een met 2–0 verloren oefeninterland tegen Zweden –15. Zijn eerste doelpunt in interlandverband maakte hij op 30 juni 2016 namens Finland –17 in de finale van de Baltic Cup tegen Letland –17. In de met 0–5 gewonnen wedstrijd tekende hij in de 74e minuut voor het vierde Finse doelpunt. Met Finland –19 nam Suhonen deel aan het  Europees Kampioenschap 2018 in eigen land. Hij kwam als invaller in actie tijdens de groepswedstrijden tegen Italië –19 en Portugal –19. Finland eindigde als laatste in de poule en werd daarmee uitgeschakeld. 
| Jeugdinterlands van Anssi Suhonen voor Finland | Jeugdinterlands van Anssi Suhonen voor Finland | Jeugdinterlands van Anssi Suhonen voor Finland | Jeugdinterlands van Anssi Suhonen voor Finland | Jeugdinterlands van Anssi Suhonen voor Finland | Jeugdinterlands van Anssi Suhonen voor Finland |
| №                                              | Datum                                          | Wedstrijd                                      | Uitslag                                        | Soort Wedstrijd                                | Doelpunten                                     |
| Als speler bij Onder-15                        | Als speler bij Onder-15                        | Als speler bij Onder-15                        | Als speler bij Onder-15                        | Als speler bij Onder-15                        | Als speler bij Onder-15                        |
| ---------------------------------------------- | ---------------------------------------------- | ---------------------------------------------- | ---------------------------------------------- | ---------------------------------------------- | ---------------------------------------------- |
| 1.                                             | 18 augustus 2015                               | Zweden – Finland                               | 2 – 0                                          | Vriendschappelijk                              |                                                |
| 2.                                             | 20 augustus 2015                               | Zweden – Finland                               | 5 – 1                                          | Vriendschappelijk                              |                                                |
| Als speler bij Onder-16                        |                                                |                                                |                                                |                                                |                                                |
| 1.                                             | 30 april 2016                                  | Finland – Rusland                              | 1 – 0                                          | Vriendschappelijk                              |                                                |
| 2.                                             | 2 mei 2016                                     | Finland – IJsland                              | 0 – 2                                          | Vriendschappelijk                              |                                                |
| 3.                                             | 4 mei 2016                                     | Finland – Zweden                               | 1 – 3                                          | Vriendschappelijk                              |                                                |
| 4.                                             | 4 augustus 2016                                | Finland – Zweden                               | 0 – 1                                          | Vriendschappelijk                              |                                                |
| Als speler bij Onder-17                        |                                                |                                                |                                                |                                                |                                                |
| 1.                                             | 30 juni 2016                                   | Letland – Finland                              | 0 – 5                                          | Vriendschappelijk                              | Goal                                           |
| 2.                                             | 30 augustus 2016                               | Polen – Finland                                | 1 – 4                                          | Vriendschappelijk                              |                                                |
| 3.                                             | 28 september 2016                              | Finland – Zweden                               | 0 – 5                                          | EK-kwalificatie 2017                           |                                                |
| 4.                                             | 30 september 2016                              | Finland – Georgië                              | 2 – 0                                          | EK-kwalificatie 2017                           |                                                |
| 5.                                             | 3 oktober 2016                                 | Bulgarije – Finland                            | 0 – 1                                          | EK-kwalificatie 2017                           |                                                |
| 6.                                             | 28 februari 2017                               | Cyprus – Finland                               | 2 – 3                                          | Vriendschappelijk                              |                                                |
| 7.                                             | 23 maart 2017                                  | Turkije – Finland                              | 4 – 1                                          | EK-kwalificatie 2017                           |                                                |
| 8.                                             | 28 maart 2017                                  | Armenië – Finland                              | 0 – 5                                          | EK-kwalificatie 2017                           |                                                |
| 9.                                             | 27 september 2017                              | Armenië – Finland                              | 0 – 0                                          | EK-kwalificatie 2018                           |                                                |
| 10.                                            | 30 september 2017                              | Rusland – Finland                              | 0 – 1                                          | EK-kwalificatie 2018                           |                                                |
| 11.                                            | 3 oktober 2017                                 | Faeröer – Finland                              | 0 – 4                                          | EK-kwalificatie 2018                           |                                                |
| Als speler bij Onder-18                        |                                                |                                                |                                                |                                                |                                                |
| 1.                                             | 21 maart 2019                                  | Montenegro – Finland                           | 2 – 2                                          | Vriendschappelijk                              |                                                |
| 2.                                             | 23 maart 2019                                  | Montenegro – Finland                           | 0 – 2                                          | Vriendschappelijk                              |                                                |
| Als speler bij Onder-19                        |                                                |                                                |                                                |                                                |                                                |
| 1.                                             | 16 juli 2018                                   | Finland – Italië                               | 0 – 1                                          | Europees kampioenschap 2018                    |                                                |
| 2.                                             | 22 juli 2018                                   | Finland – Portugal                             | 0 – 3                                          | Europees kampioenschap 2018                    |                                                |
| 3.                                             | 6 september 2018                               | Finland – Griekenland                          | 1 – 0                                          | Vriendschappelijk                              |                                                |
| 4.                                             | 9 september 2018                               | Finland – Griekenland                          | 0 – 0                                          | Vriendschappelijk                              |                                                |
| 5.                                             | 10 oktober 2018                                | Denemarken – Finland                           | 0 – 0                                          | EK-Kwalificatie 2019                           |                                                |
| 6.                                             | 13 oktober 2018                                | Italië – Finland                               | 3 – 0                                          | EK-Kwalificatie 2019                           |                                                |
| 7.                                             | 16 oktober 2018                                | Estland – Finland                              | 0 – 0                                          | EK-Kwalificatie 2019                           |                                                |
| 8.                                             | 6 september 2019                               | Finland – Slowakije                            | 0 – 1                                          | Vriendschappelijk                              |                                                |
| 9.                                             | 9 september 2019                               | Finland – Slowakije                            | 2 – 1                                          | Vriendschappelijk                              |                                                |
| 10.                                            | 13 november 2019                               | Denemarkern – Finland                          | 2 – 1                                          | EK-Kwalificatie 2020                           |                                                |
| 11.                                            | 16 november 2019                               | Frankrijk – Finland                            | 2 – 0                                          | EK-Kwalificatie 2020                           |                                                |
| Als speler bij Onder-21                        |                                                |                                                |                                                |                                                |                                                |
| 1.                                             | 3 september 2021                               | Estland – Finland                              | 0 – 3                                          | EK-kwalificatie 2023                           |                                                |
| 2.                                             | 7 september 2021                               | Finland – Kroatië                              | 0 – 2                                          | EK-kwalificatie 2023                           |                                                |
| 3.                                             | 12 oktober 2021                                | Finland – Oostenrijk                           | 0 – 2                                          | EK-kwalificatie 2023                           |                                                |
| 4.                                             | 12 november 2021                               | Noorwegen – Finland                            | 3 – 1                                          | EK-kwalificatie 2023                           | Goal                                           |
| 5.                                             | 15 november 2021                               | Finland – Estland                              | 1 – 0                                          | EK-kwalificatie 2023                           |                                                |
| 6.                                             | 25 maart 2022                                  | Roemenië – Finland                             | 2 – 1                                          | Vriendschappelijk                              | Goal                                           |
| 7.                                             | 29 maart 2022                                  | Kroatië – Finland                              | 2 – 3                                          | EK-kwalificatie 2023                           |                                                |
| Bijgewerkt tot 1 december 2023                 |                                                |                                                |                                                |                                                |                                                |

### Fins elftal
Op 17 november 2022 maakte Suhonen zijn debuut voor het nationale elftal van Finland tijdens een oefeninterland tegen Noord-Macedonië. In de met 1–1 gelijkgespeelde uitwedstrijd stond hij in het basiselftal van bondscoach Markku Kanerva en speelde hij de volledige 90 minuten mee.

#### Europees kampioenschap 2024
Suhonen speelde tot aan zijn tweede kuitbeenbreuk vijf keer mee in de kwalificatiewedstrijden voor het Europees kampioenschap voetbal 2024 in Duitsland. Finland eindigde als derde in de poule en plaatste zich daarmee voor de play-offs. In de halve finale tegen Wales zat Suhonen op de bank en kwam hij niet in actie tijdens de met 4–1 verloren wedstrijd.
| Interlands van Anssi Suhonen voor Finland | Interlands van Anssi Suhonen voor Finland | Interlands van Anssi Suhonen voor Finland | Interlands van Anssi Suhonen voor Finland | Interlands van Anssi Suhonen voor Finland | Interlands van Anssi Suhonen voor Finland |
| №                                         | Datum                                     | Wedstrijd                                 | Uitslag                                   | Soort Wedstrijd                           | Doelpunten                                |
| Als speler bij Hamburger SV               | Als speler bij Hamburger SV               | Als speler bij Hamburger SV               | Als speler bij Hamburger SV               | Als speler bij Hamburger SV               | Als speler bij Hamburger SV               |
| ----------------------------------------- | ----------------------------------------- | ----------------------------------------- | ----------------------------------------- | ----------------------------------------- | ----------------------------------------- |
| 1.                                        | 17 november 2022                          | Noord-Macedonië – Finland                 | 1 – 1                                     | Vriendschappelijk                         |                                           |
| 2.                                        | 15 oktober 2022                           | Noorwegen – Finland                       | 1 – 1                                     | EK-kwalificatie 2024                      |                                           |
| 3.                                        | 23 maart 2023                             | Denemarken – Finland                      | 3 – 1                                     | EK-kwalificatie 2024                      |                                           |
| 4.                                        | 26 maart 2023                             | Noord-Ierland – Finland                   | 0 – 1                                     | EK-kwalificatie 2024                      |                                           |
| 5.                                        | 16 juni 2023                              | Finland – Slovenië                        | 2 – 0                                     | EK-kwalificatie 2024                      |                                           |
| 6.                                        | 19 juni 2023                              | Finland – San Marino                      | 6 – 0                                     | EK-kwalificatie 2024                      |                                           |
| 7.                                        | 26 maart 2024                             | Finland – Estland                         | 2 – 1                                     | Vriendschappelijk                         |                                           |
| 8.                                        | 4 juni 2024                               | Portugal – Finland                        | 4 – 2                                     | Vriendschappelijk                         |                                           |
| 9.                                        | 21 maart 2025                             | Malta – Finland                           | 0 – 1                                     | WK-kwalificatie 2026                      |                                           |
| 10.                                       | 24 maart 2025                             | Litouwen – Finland                        | 2 – 2                                     | WK-kwalificatie 2026                      |                                           |
| Bijgewerkt tot 1 juni 2025                |                                           |                                           |                                           |                                           |                                           |